# 越南第一共和國
越南第一共和國是越南共和國成立後的第一個政權，於1955年越南公民投票之後在越南南部成立。根據這次公民投票，保大的君主頭銜被廢除，吳廷琰成為新成立的越南共和國總統。

## 歷史
第一共和國的總統吳廷琰持反共的立場。1956年10月26日，共和國第一部憲法頒佈，這一天後來被確定為國慶日。在美國和西方國家的支持下，第一共和國成功解散了高臺教及和好教軍隊，並消滅平川派叛軍。
第一共和國時期於1963年政變中結束，這場政變中吳廷琰被殺。「第一共和國」這個名字僅僅在1967年的第二共和國建立後出現。
在第二共和國時期，第一共和國被描述為「獨裁殘暴」、「害民害國」。
"（1963年）當我們在獄中聽到吳廷琰、吳廷瑈被暗殺的消息，我們兄弟二人告訴對方，無論如何南方都將落入共產之手。"
[Năm 1963] ở trong tù nghe tin các ông Diệm-Nhu bị ám sát, anh em chúng tôi đã bảo nhau, thế nào miền Nam cũng mất vào tay cộng sản.——舊別擊兵侬文馨

### 工農政黨廢黜保大國長和成立民主共和政府
1950年起，越南民主共和国自中國处获得了大批军事援助，法国亦於同年藉由共同防御协定得到一批來自美国的援助。第一次印度支那战争也因此成为冷战的一部分。1954年5月3日奠边府战役结束后，法国在战争中不再占优，双方开始和平谈判。面对法国殖民势力的撤退，保大開始尋求外部势力支持，为此选择了流亡美国的吴廷琰于1954年6月26日出任内阁总长。1954年7月11日，日内瓦会议达成《日内瓦会议最后宣言》，决定越南南北将以北纬17度线为界进行分治，北方由越南民主共和国（即北越）控制，南方由越南国控制。1956年举行统一选举解決越南问题，但礙於美国反對，越南国閣揆吴廷琰拒绝签字，拒绝与北越就统一选举问题展開磋商，声称統一选举“只有在完全自由的情况下進行才是有意义的”，因而取消这次选举。越南分治后，北越推行的土地改革政策使得部分地区趨於动荡，而大约100万难民趁機逃离北越、涌入南方，史稱“自由之路行动”。
1955年初，法属印度支那宣布解散，越南国末任閣揆吴廷琰奪得对南方的控制权。1955年10月23日吴廷琰主持公民投票以决定越南国的未来政体——公投由吴廷琰的弟弟吴廷瑈所操縱，吴廷琰得以废除君主制、驱逐保大，建立共和国。美国官员认为在公平的选举中，吴廷琰将获得60–70%的选票，但美国人低估了票数——例如在首都西贡，吴廷琰获得了超过60万张选票（选民名册上一共只有45万人）。吴廷琰將此次選舉当作一种测试威权的手段。1955年10月26日吴廷琰宣布自任越南共和国总统、总理、国防部长及三軍總參謀長。保大失去权力，流亡法国。法国政府及军队苦于阿尔及利亚战争无暇关注印度支那，于1956年4月全面撤出越南。1956年7月7日越南共和国制宪会议通过新宪法。根据宪法规定，新成立的越南共和国采用三权分立制度，由民选總統擔任最高領導人，任期6年，10月26日宪法正式生效。
南越的统治集团逐步過渡到亲美的吴廷琰政府，为此，美国海军的自由之路行动运送了大约100万北越人移居到南方，大部分是天主教徒。中央情报局的爱德华·兰斯代尔上尉，曾经協助吴廷琰强化他的统治，為此发起一场宣传战，以鼓励尽可能多的难民迁往南方。这一行動具有双重目的：增加天主教徒的人数，以及增加南越的总人口数，以便赢得1956年的统一选举。其中包括派遣南越间谍到北方，传播厄运迫近的谣言，例如雇用占卜師预言共产主义统治下的灾难，中共的入侵和掠夺，声称美軍将在北越使用核武器。吴廷琰还使用“基督已经来到南方”、“圣母玛利亚已经离开北方”等口号，誘使基督徒南遷，断言在胡志明统治之下，天主教徒将受到迫害。北方六成以上的天主教徒迁移到南越，使他得到一批忠實的支持者，强化了他的統治基础。但当时吴廷琰的政治、军事地位尚不牢固：保大嫌恶吴廷琰，任命他只是出于政治需要；法國政府将其视为敌人，希望他辭職下台，而法国远征军仍是南方最强大的军事力量；吴廷琰領導的越南国军原本也是由法蘭西殖民帝國创立与训练的，其军官多由法国人委任，总司令阮文馨也是法国公民，曾屡次违抗吴的命令。吴廷琰还必须与2个宗教教派——高台教和和好教进行鬥爭，它们在湄公河三角洲都拥有自己的军队，其中高台教的军队估计有25,000人，三分之一由越盟控制。西贡的情形最为恶劣：平川派组织的犯罪集团，号称有4万大军，控制着妓院、赌场、和全亚洲无与伦比的鸦片制造厂。由于保大曾将警权出售予平川派，因而形成类似于1920年代美国芝加哥被“地下市长”艾尔·卡彭所控制的局面。因此，吴廷琰幾乎沒有任何權力。但在美国驻南越大使兼特别代表、前陆军参谋长約瑟夫·勞頓·科林斯与国务卿约翰·福斯特·杜勒斯的坚定支持下，吴廷琰粉碎了保大堂兄宝慧与南越军队总参谋长阮文馨发动政变的企图。
吴廷琰上任后发动了全国性的反共运动，以扫除国内的共产党势力，並整肅高台教、和好教及平川派的军队。吳廷琰亦積極爭取外國支持，他曾說：「一切毁譽，我都不把他放在心中。……但，國際友人應該正視南越的實際政治，勿為謊言所惑」。從1957年起，吳氏進行連番外交訪問，走訪美國、泰國、澳洲、韓國、印度等多個國家，尋求提高南越國際地位。中華民國政府亦獲南越政府邀請，派遣「中華民國駐越軍事顧問團」，協助南越政府建立政戰制度。而屬於南越盟友的美國，1955年至1959年間，總共投入10億美元的軍事、經濟、技術、物資援助及派出軍事顧問，協助建立美式軍隊。美國總統德懷特·艾森豪曾致信吳氏，承諾美國會向南越提供援助，並能「更有效地運到越南，以及更有助於越南政府（南越）的繁榮和安定」。
- 正義之路·獨立民主（吳廷琰）
- 10·59律

1960年總統吳廷琰提出國家革命風潮旗幟變得新越南國旗、但國會不贊成

### 《战略村》決策和村建设章程
他模仿共产党人，吳廷瑈成立了5人小组监视持不同政见者，并提拔那些忠于三哥吴廷琰政权者。
1959年，越南共产党中央委员会决定武装统一越南，并派遣大量军事人员前往南越。1960年12月20日，“越南南方民族解放阵线”（南越及西方媒体称之为，即“越共”）成立，阮友寿任主席。1959年，北越开通了“胡志明小道”并通过该路线向越共运输物资，支援其进行武装活动，達到顛覆南越政府的目的。几年内，民族解放阵线已经控制了越南南方的大部分乡村地区。
1961年，美国总统约翰·肯尼迪决定大力支援南越清剿越共武装，实行“特种战争”计划，在南越农村建立“战略邑”，即将分散的农村进行整合、并着重把守，以阻断越共游击队的发展。
1962年吴廷琰在国会更宣布将戰略邑的建立作为南越国策。但該计划并未达到预期效果，反而引起农民不满，结果适得其反，到1964年大部分战略邑都遭到越共渗透，计划宣告失败。
1963年佛教徒危機期間，吳廷瑈是查抄舍利寺的主要策畫者，造成數百名佛教徒遇害，更引發了著名的釋廣德自焚事件。對此其妻陳麗春对僧侣自焚「拍手叫好」，将出家人自焚比作「烤肉」，此舉激起更大民怨。吳廷瑈則说：「如果佛教徒想要另一次烤肉，我倒很乐意提供汽油」。該事件促使美國國務院拍了243號電報給美國駐南越大使洛奇，表示若吳廷瑈不被撤換的話，美國將不再支持吳廷琰政權，亦不出手阻止南越軍推翻政府。11月2日，在杨文明将军发动的1963年南越政变中，吴廷瑈和吴廷琰一起被阮文戎少校捕殺。

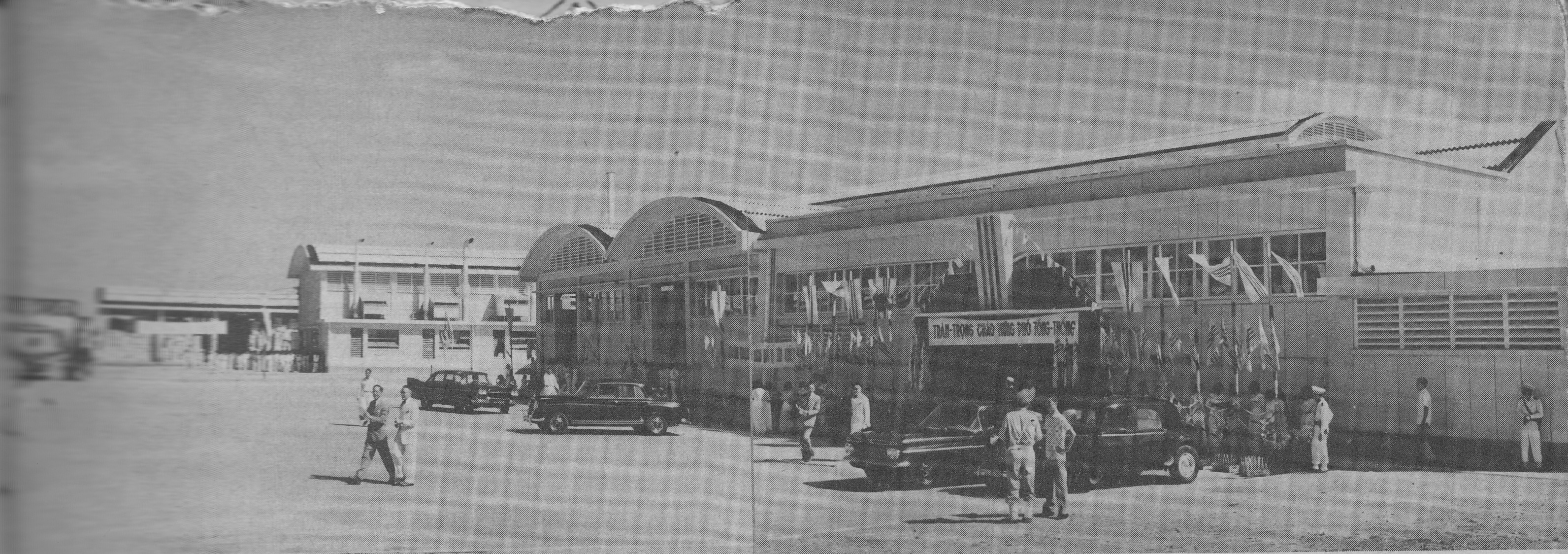
1961年副總統阮玉書參與喷射机展覽。

### 政變的應付
吴廷琰当政期间，瑈夫人曾试图将自己塑造成“当代徵氏姐妹”，提倡女权主义。1957年10月，瑈夫人在國會提出《家庭法》，禁止納妾、外婦、通姦、墮胎、避孕等，獲得一些婦女的支持，不過，这部法律并没有讓她的声誉提高多少，加上她及她家人的貪污、專制、屠殺異議分子，招致了民心背離。尤其迫害佛教、殺害僧侶等許多行为，超出了篤信佛法的南越传统道德范畴，反而使多數人们抱有不满。此外，瑈夫人心直口快，甚至是尖銳刻薄的言行，得罪很多當時常駐於西貢的美國記者，在他們報導的影響下，連美國輿論都開始反對瑈夫人。
南越政权不只受到越共的威胁——吴廷琰身为天主教徒，其领导下的南越政府所实行之偏袒、独尊天主教的政策引起了国内佛教徒的不满。1963年南越佛教徒和政府之间的矛盾引起一连串事件，爆发佛教徒危机。1963年5月8日发生顺化佛诞枪击案；6月3日发生顺化化学攻击；6月11日释广德于西贡街头公开自焚；8月21日吴廷瑈又指挥特种部队查抄西贡舍利寺。
吴廷琰政府在剿共作战的失败以及宗教政策的错误，导致南越军政界及美国肯尼迪政府失去了对吴廷琰的信心。1963年8月24日，美国国务院向美国驻南越大使馆发送的243号电报表明了美国对吴廷琰的失望，称将“另立新的南越领袖”。11月2日早晨，杨文明将军等一批越南共和国军队将领组织并逮捕了总统吴廷琰和吴廷瑈，是为1963年南越政变，政变结束了9年来吴氏兄弟在南越實行独裁主义和裙带关系的家族统治。

## 文化
- 《牌中牌》（Ván bài lật ngửa）：1982-7年電影，胡志明市總合電影製片企業。
- 《顧問先生》（Ông cố vấn）：1996年電影，作家會電影製片廠。
- 《情報將軍和兩個妻子》（Vị tướng tình báo và hai bà vợ）：2002年電影，胡志明市電視電影製片廠。
- 《越南·東亞、三十五年的火風暴（1940-1975）》（Việt Nam - Đông Á, 35 năm bão lửa (1940-1975)）：2006年紀錄片，VABC公司。
- 《吳廷琰總統與第一共和國》（Tổng thống Ngô Đình Diệm và nền đệ nhất cộng hòa）：2007年紀錄片，VABC公司。

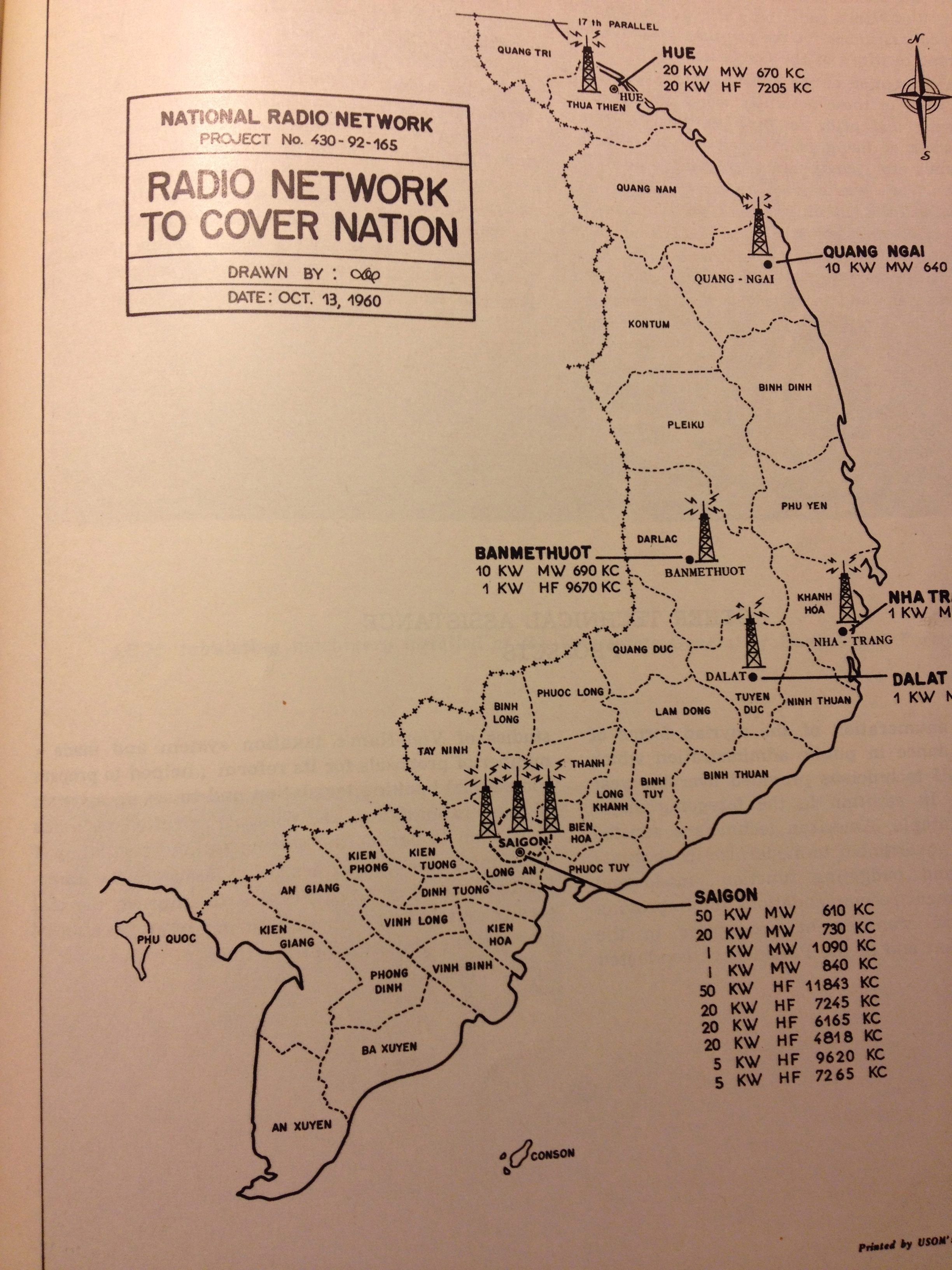
全國无线电波系統
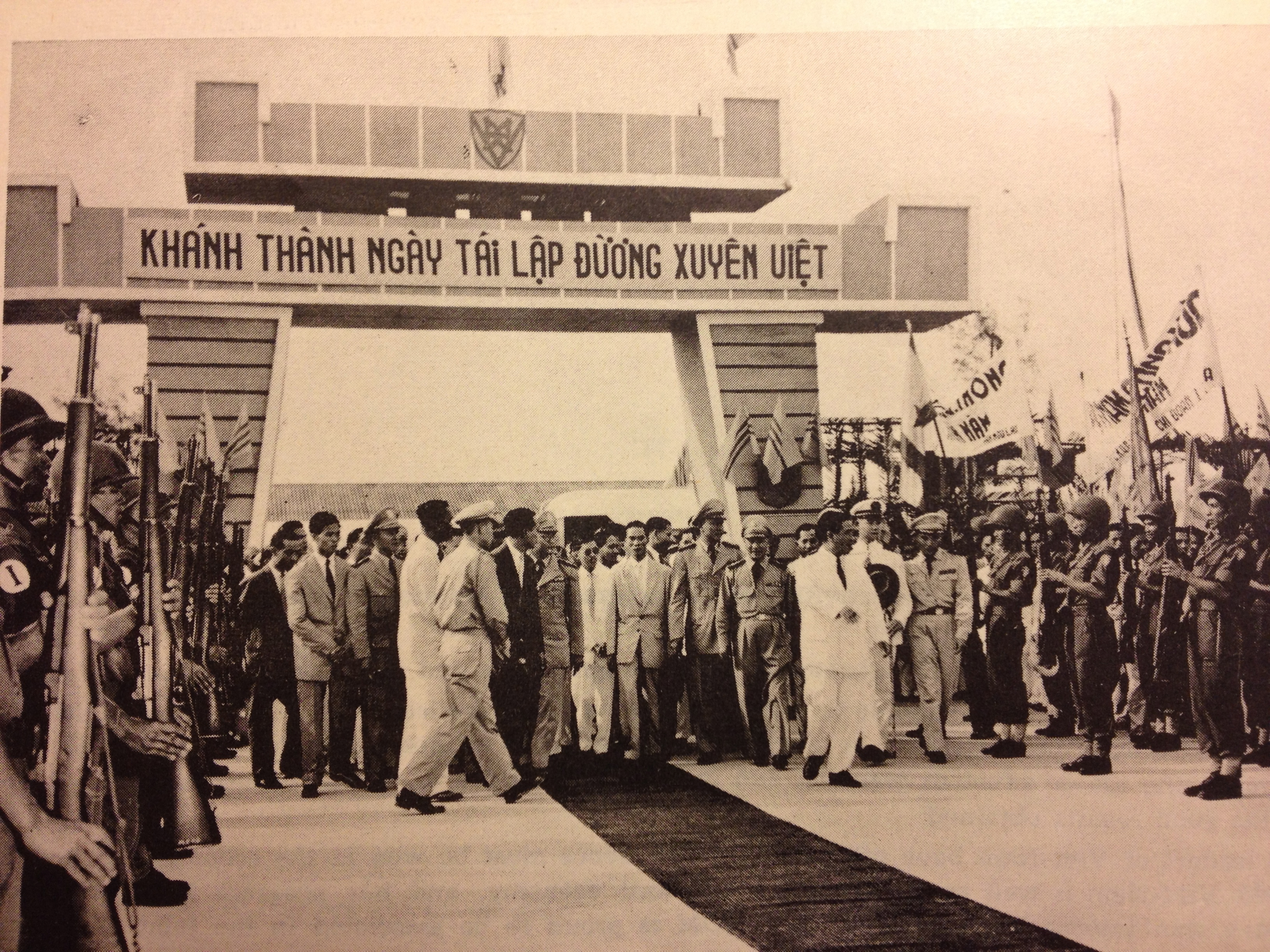
越南之穿鐵路
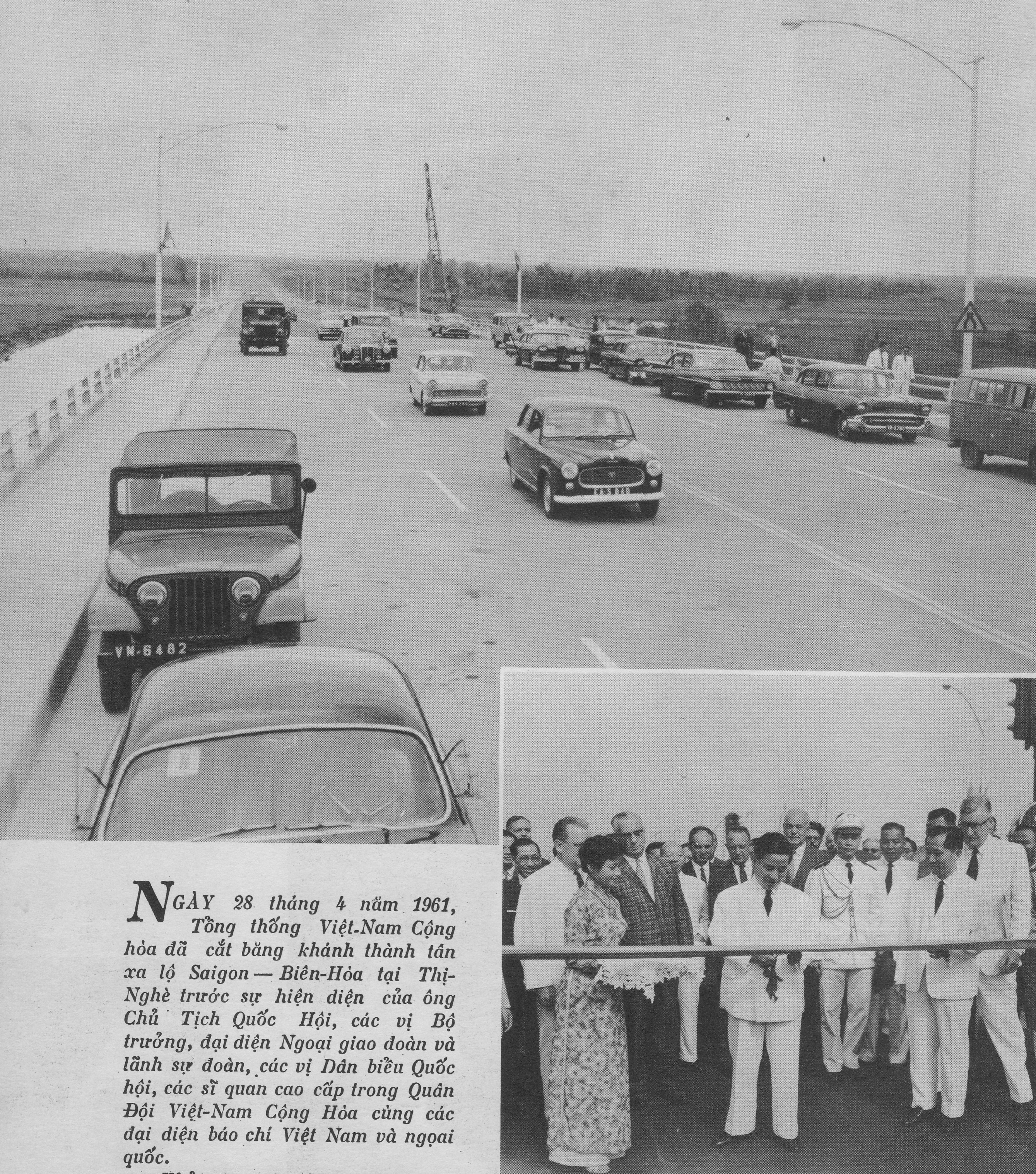
邊和車路
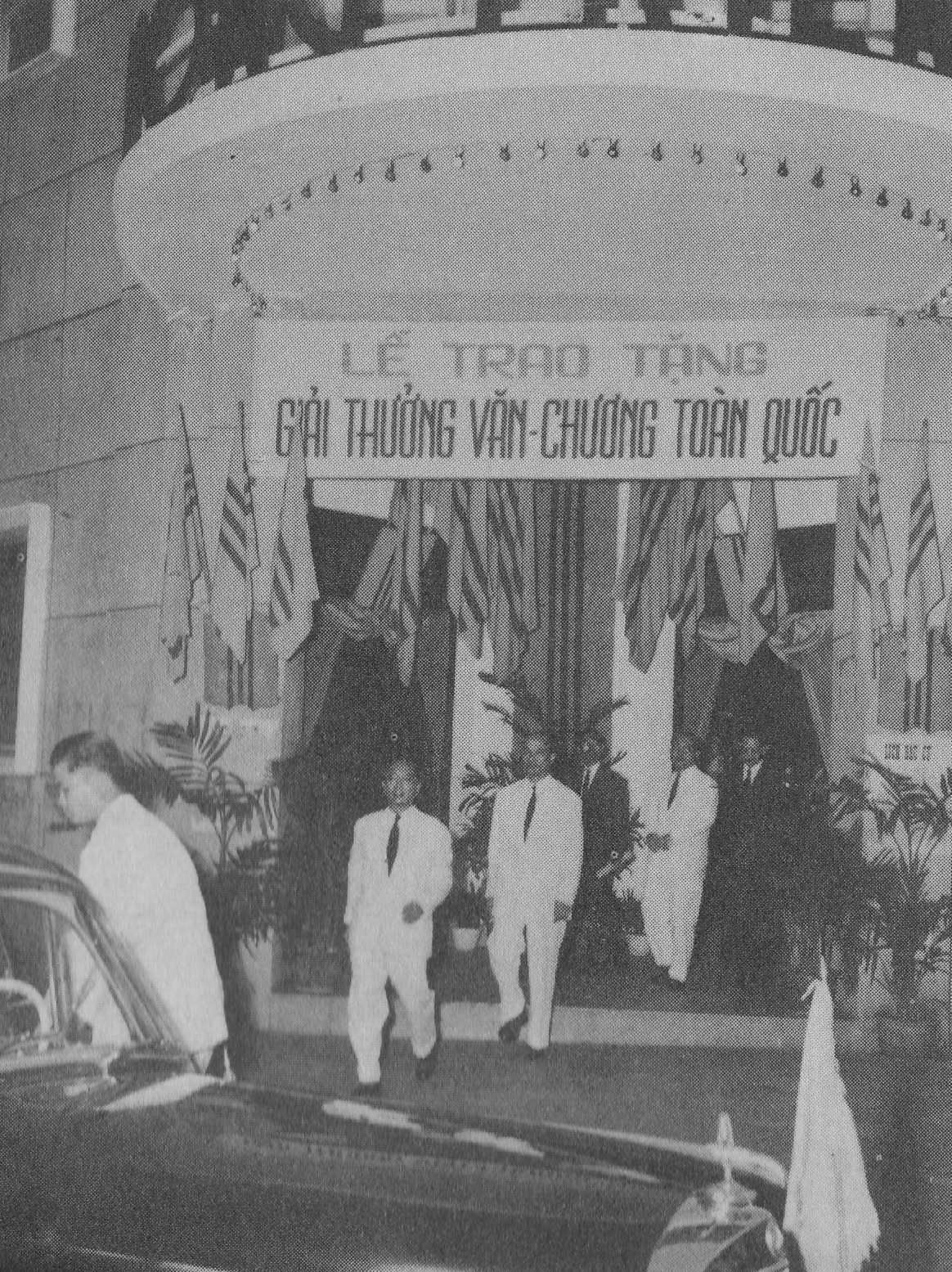
全國文章獎會
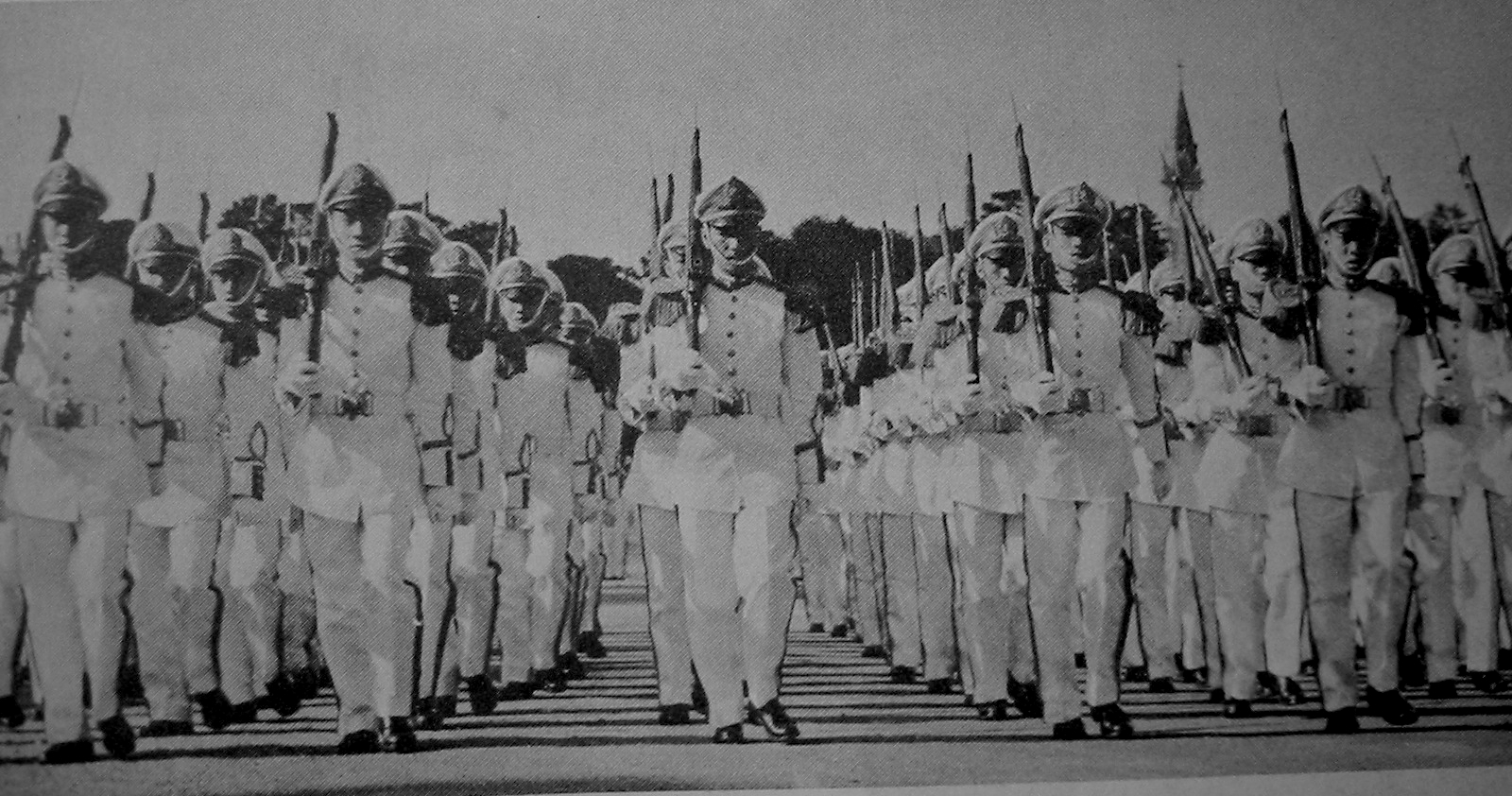
國家武備學員
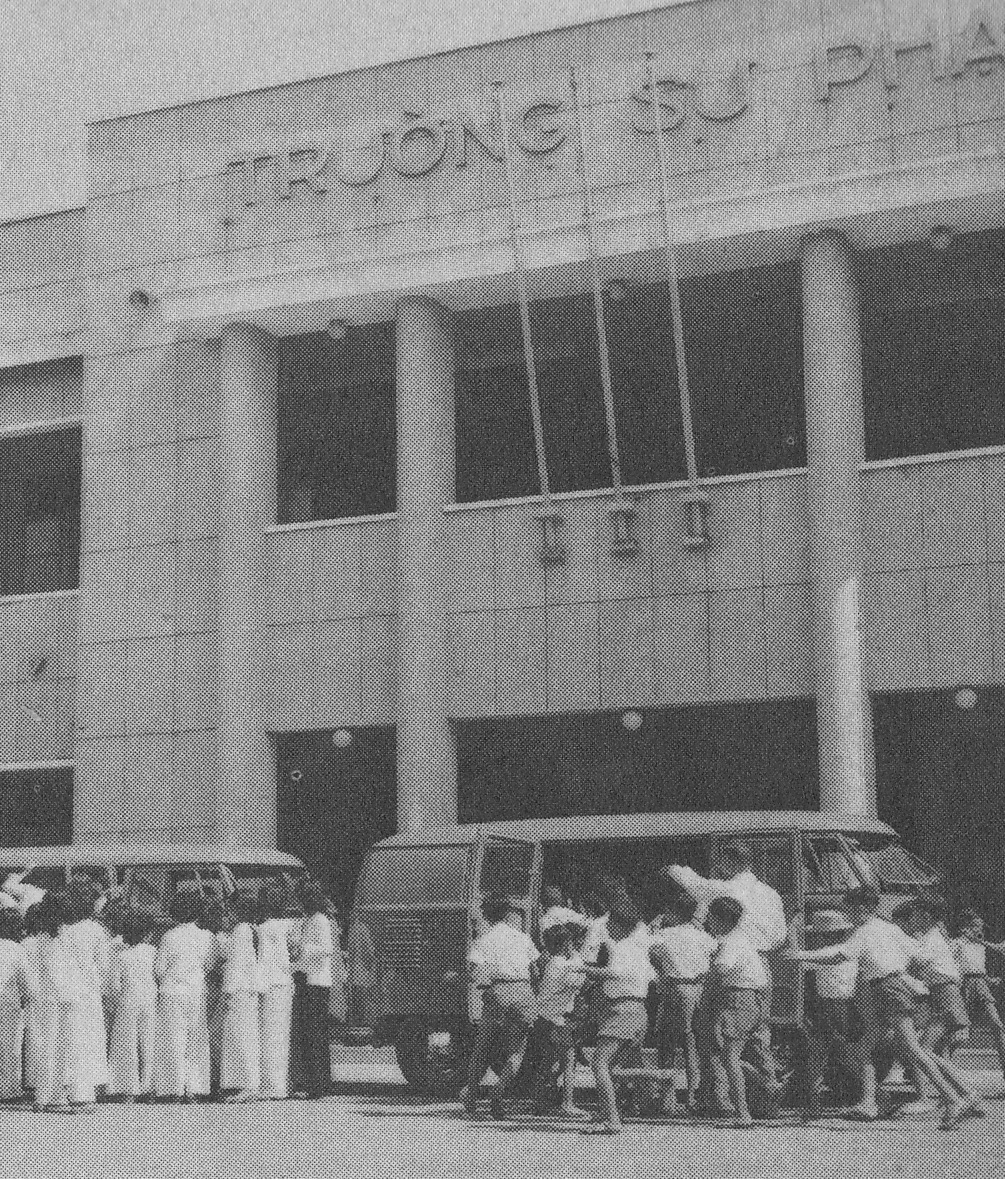
國家師範學院
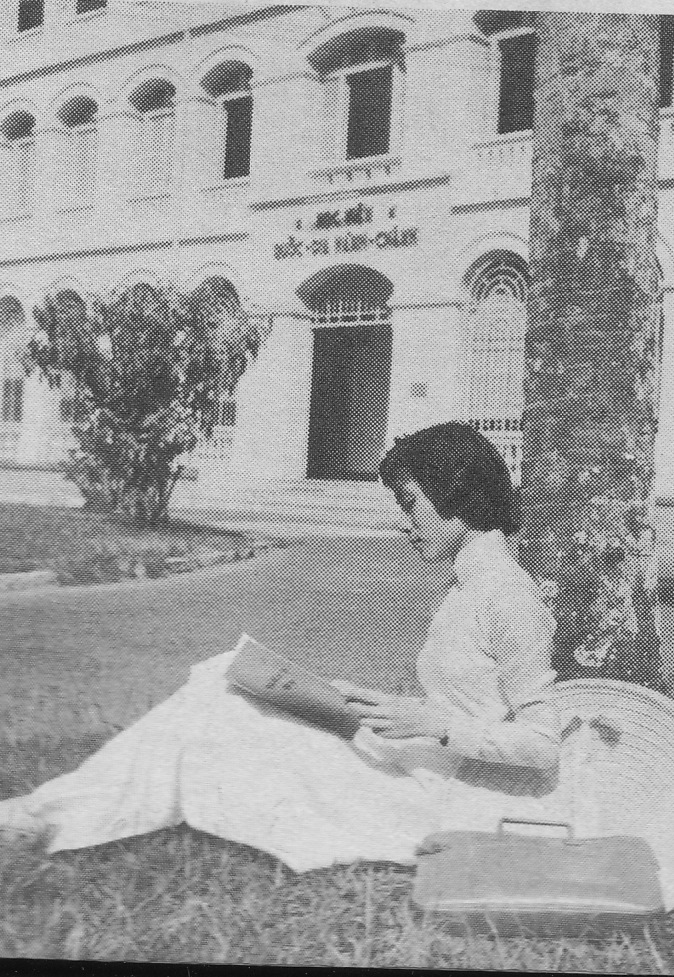
國家行政學院女生員
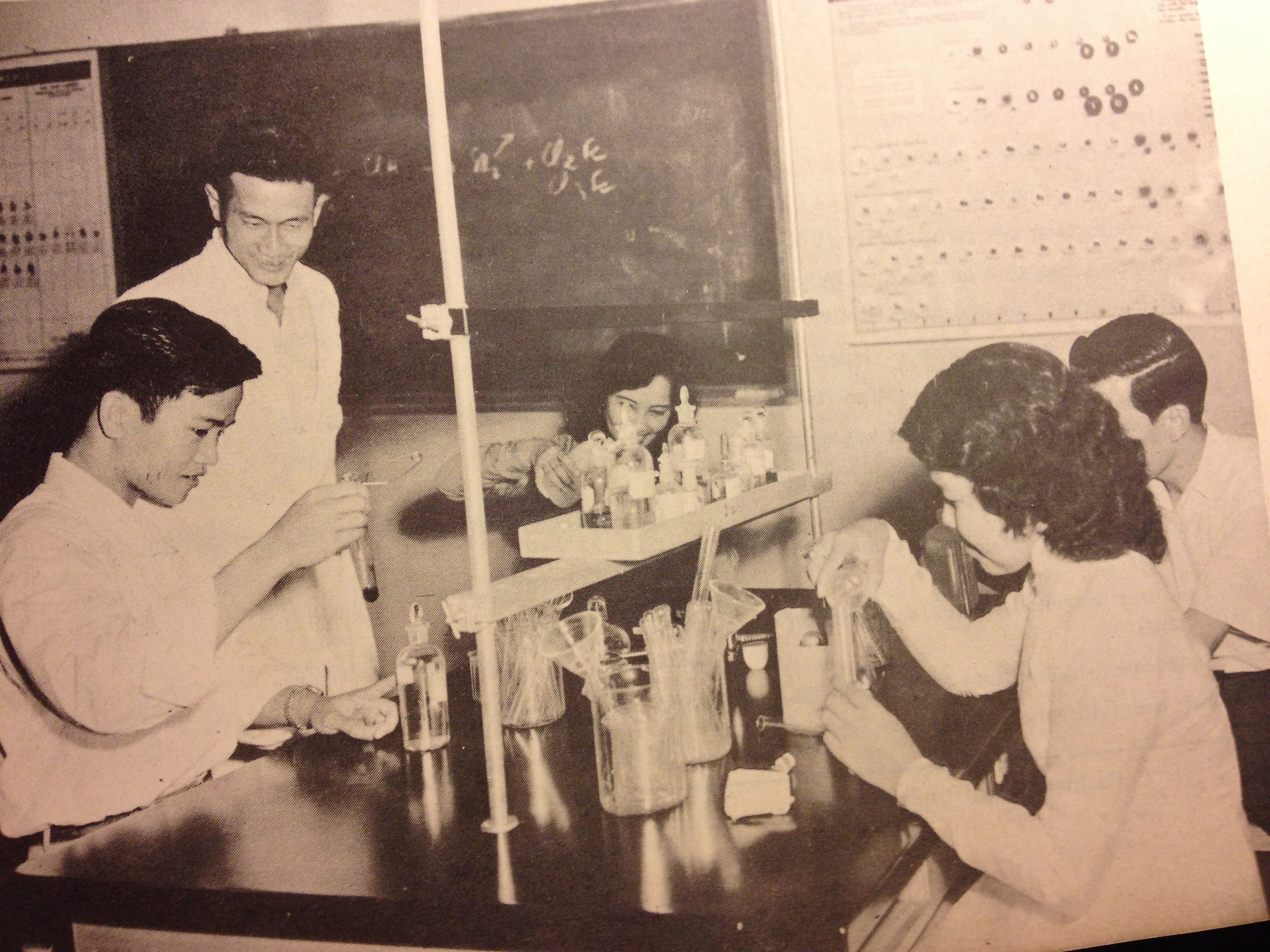
保禄國家農林牧學院
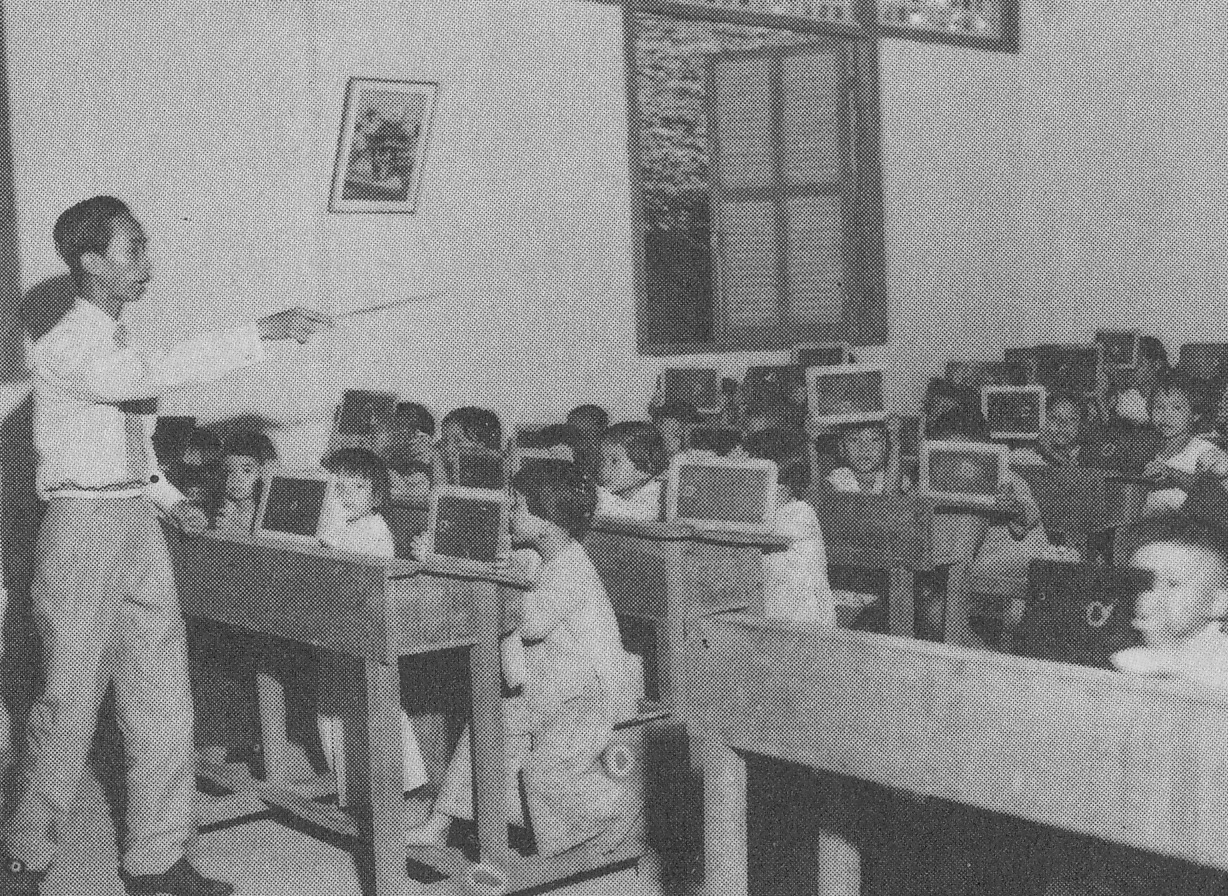
小學教育

### 文献
- Penniman, Howard R. Elections in South Vietnam. Stanford, CA: Hoover Institution on War, Revolution and Peace, 1972.
- Dommen, Arthur. The Indochinese Experience of the French and the Americans: Nationalism and Communism in Cambodia, Laos, and Vietnam. Bloomington, IN: Đại học Indiana Press, 2001.
- Nguyễn Văn Minh. Dòng họ Ngô-Đình: Ước mơ chưa đạt. Garden Grove, CA: Hoàng Nguyên Xuất-bản, 2003.
- Demery, Monique Brinson. Finding the Dragon Lady. New York: Public Affairs, 2013.
- Hà Thúc Ký. Sống còn với Dân tộc. ?: Phương Nghi, 2009.
- Khổng-đức-Thành và bài diễn-thuyết tại Đại-học Văn-khoa Sài-gòn （页面存档备份，存于）
- Nghiem Ke To.  [Vietnam, Blood and Fire]. Saigon: Vo Van Van. August 20, 1954 （越南语）.
- Doan Them.  [1965:a day-by-day account]. Saigon: Pham Quang Khai （越南语）.
- Doan Them.  [Twenty Years Ago 1945-1964:a day-by-day account]. Saigon: Pham Quang Khai （越南语）.
- Hoang, Van Dao. Viet Nam Quoc Dan Dang, A Contemporary History of National Struggle: 1927-1954. Pittsburgh, PA: RoseDog Books, 2008.

### 著作
- Blair, Anne E. . Crows Nest, New South Wales: Allen & Unwin. 2001. ISBN 1-86508-468-9.
- Currey, Cecil B. . Washington, DC: Brassey. 1999. ISBN 1-57488-194-9.
- Duiker, William. . Ithaca, New York: Cornell University Press. 1976. ISBN 0-8014-0951-9.
- Goodman, Allen E. . Cambridge, Massachusetts: Harvard University Press. 1973. ISBN 0-674-68825-2.
- Hammer, Ellen J. . Stanford, California: Stanford University Press. 1955.
- Hammer, Ellen J. . New York: E. P. Dutton. 1987. ISBN 0-525-24210-4.
- Jacobs, Seth. . Lanham, Maryland: Rowman & Littlefield. 2006. ISBN 0-7425-4447-8.
- Jamieson, Neil L. . Berkeley, California: University of California Press. 1995. ISBN 0-520-20157-4.
- Karnow, Stanley. . New York: Penguin. 1997. ISBN 0-670-84218-4.
- Luong, Hy V. . Honolulu, Hawaii: University of Hawai'i Press. 1992. ISBN 0-8248-1399-5.
- Luong, Hy V. . Honolulu, Hawaii: University of Hawai'i Press. 2010. ISBN 978-0-8248-3423-4.
- Marr, David G. . Berkeley, California: University of California Press. 1981. ISBN 0-520-04180-1.
- Marr, David G. . Berkeley, California: University of California Press. 1995. ISBN 0-520-21228-2.
- Marr, David G. . Berkeley, California: University of California Press. 2013. ISBN 978-0-520-21228-2.
- Rettig, Tobias. . South East Asia Research. November 2002, 10 (3): 309–331  [2021-11-02]. S2CID 144236613. doi:10.5367/000000002101297099. （原始内容存档于2022-02-10）.
- Topmiller, Robert J. . Lexington, Kentucky: University Press of Kentucky. 2006. ISBN 0-8131-9166-1.
- Tucker, Spencer C. . Santa Barbara, California: ABC-CLIO. 2000. ISBN 1-57607-040-9.
- Willbanks, James H. . New York: Columbia University Press. 2008. ISBN 978-0-231-12841-4.